# Marcin Wojcieszak
Marcin Wojcieszak (ur. 1971) – polski prawnik, sędzia Trybunału Arbitrażowego przy Polskim Komitecie Olimpijskim. Od 1 lutego do 5 marca 2007 z mianowania ministra sportu Tomasza Lipca pełnił funkcję kuratora w Polskim Związku Piłki Nożnej, którą objął po Andrzeju Rusce. 